# Torretta
Torretta is een gemeente in de Italiaanse provincie Palermo (regio Sicilië) en telt 3791 inwoners (31-12-2004). De oppervlakte bedraagt 25,4 km², de bevolkingsdichtheid is 149 inwoners per km².

## Demografie
Torretta telt ongeveer 1323 huishoudens. Het aantal inwoners steeg in de periode 1991-2001 met 10,2% volgens cijfers uit de tienjaarlijkse volkstellingen van ISTAT.
| Jaar | Inwoneraantal |
| ---- | ------------- |
| 1991 | 3147          |
| 2001 | 3468          |

## Geografie
De gemeente ligt op ongeveer 325 m boven zeeniveau.
Torretta grenst aan de volgende gemeenten: Capaci, Carini, Isola delle Femmine, Monreale, Palermo.